# Alias (album)
Alias è il primo album, pubblicato nel giugno 1990, del gruppo musicale AOR/hard rock Alias.

## Tracce
1. Say What I Wanna Say – 4:45 (F. Curci, S. DeMarchi)
2. Haunted Heart – 3:52 (F. Curci, S. DeMarchi, S. Diamond)
3. Waiting For Love – 4:38 (B. Walker, J. Paris)
4. The Power – 4:26 (F. Curci, S. DeMarchi)
5. Heroes – 5:22 (F. Curci, S. DeMarchi)
6. What To Do – 4:18 (F. Curci, S. DeMarchi)
7. After All The Love Is Gone – 4:17 (F. Curci, S. DeMarchi, R. Neigher, J. Paris)
8. More Than Words Can Say – 3:54 (F. Curci, S. DeMarchi)
9. One More Chance – 3:37 (R. Neigher, Fee Waybill, J. Dexter)
10. True Emotion – 4:59 (F. Curci, S. DeMarchi)
11. Standing In The Darkness – 4:34 (F. Curci, S. DeMarchi, D. DeMarchi)

## Formazione
- Freddy Curci - voce, tastiera
- Steve DeMarchi - chitarra
- Roger Fisher - chitarra
- Mike DeRosier - batteria
- Steve Fossen - basso